# Haussee (Petzow)
Der Haussee ist ein Gewässer auf der Gemarkung von Petzow, einem Ortsteil der Stadt Werder (Havel) im Landkreis Potsdam-Mittelmark im Land Brandenburg.

## Lage
Der See ist Teil des Landschaftsparks des Schlosses Petzow und liegt südöstlich der Sichtachse, die durch das Schloss und die nordwestlich gelegene Dorfkirche Petzow aufgespannt wird. Nördlich befindet sich der Glindower See, südlich der Schwielowsee. Zu ihm besteht je nach Wasserstand eine unbenannte Verbindung, die sich am südlichen Ufer des Haussees befindet.

## Geschichte und Nutzung
Der damalige Gutsbesitzer von Petzow, Friedrich August Kaehne ließ im Jahr 1825 nach Plänen von Karl Friedrich Schinkel ein Herrenhaus errichten, das im Jahr 1838 durch Peter Joseph Lenné um einen 15 Hektar großen Landschaftspark erweitert wurde. Dabei entstanden der See sowie ein Waschhaus, eine Fischerhütte und eine Schmiede. Das Ensemble wird im 21. Jahrhundert von einem Heimatverein gepflegt. Im See werden Forellen gezüchtet, die von einem angrenzenden Restaurant vermarktet werden.